# FILM FACTORY
『FILM FACTORY』（フィルムファクトリー）は、TimeWarpが制作しテレビ東京で放送していたテレビ番組である。

## 番組概要
2006年1月より『Drama Factory』として番組開始。
2006年4月に『Film Facotry』として再スタート。
しかし、ドラマ自体はフィルムでは撮影されていない。
各企業の商品を主人公とし、有名人、タレント、クリエイターが監督となりオリジナルのショートドラマを製作する。
番組は各クライアントとの打ち合わせ／撮影準備／撮影／完成と段階に分けて放送され、
そのドラマの制作過程を楽しむことができた。
脚本からキャスティング、撮影、編集と著名人が行う新しいスタイルが放送当時話題となった。

## 放送時間・放送局
2006年1 - 3月は毎週木曜22時55分。2006年4月からは毎週月曜日19時54分。
2009年4月から2010年3月までは毎週水曜日22時54分から放送された。

## 取り上げられた企業

### 企業
- 資生堂
- フォルクス・ワーゲン
- 八景島シーパラダイス
- SUZUKI
- JR東日本
- 三井住友VISAカード
- レッドブル
- ソニー・エリクソン・モバイルコミュニケーションズ
- アサヒ飲料
- ダイドードリンコ
- DHC
- マスターカード
- 早稲田アカデミー
- ヤマハ英語教室
- 明治製菓
- SUBARU
- Docomo
- ハドソン
- レゴブロック
- やずや
- アサヒビール
- 東京新聞
- 伊藤園
- MORIMOTO
- ウォルト・ディズニー・スタジオ
- IDC大塚家具

### 映画
- オリヲン座からの招待状
- 犬と私の10の約束
- パコと魔法の絵本
- ウォーリー
- 旭山動物園物語 ペンギンが空をとぶ

## 監督
- 藤谷文子
- つるの剛士
- 悠城早矢
- 美嶋とも子
- 高橋かおり
- すほうれいこ
- 河相我聞
- 伊藤裕子
- 国分佐智子
- 金田美香
- 遠山景織子
- Mie
- 末吉里花
- 田中律子
- 袴田吉彦
- 中野英雄
- 鳥羽潤
- 倉本康子
- 遠藤みずき
- 高樹千佳子（旧　フジテレビめざましテレビ3代目お天気キャスター）
- 長野美郷（現、フジテレビめざましテレビ5代目お天気キャスター）
- 杏さゆり
- 相川梨絵
- 深沢邦之
- 浜田翔子
- 和希沙也
- 松丸友紀
- 加藤紀子
- 紺野まひる
- 土岐田麗子
- 長谷川理恵
- 相内優香、 秋元玲奈
- 小嶺麗奈
- 有村実樹
- 斉藤暁
- サンプラザ中野くん
- 嵯峨百合子
- 秋本祐希
- 南圭介

## ナレーション
- 鈴木万由香

## スタッフ
- 制作協力：TimeWarp
- 製作：テレビ東京